# Víctor Cáceres
Víctor Javier Cáceres Centurión (Assunção, 25 de março de 1985) é um ex-futebolista paraguaio que atuava como volante. É irmão do também futebolista Marcos Cáceres.

## Carreira

### Início
Victor Cáceres começou sua carreira com a 13 anos de idade, na escolinha de futebol da Asociación Mutual del Personal, na Administración Nacional de Electricidad (Ampande), localizada no bairro Santísima Trinidad em Assunção. Com 15 anos foi para o Atlántida, onde jogou até aos 18 anos junto com seus dois irmãos, Hugo e Marcos Cáceres.

### Libertad
Aos 18 anos de idade, foi contratado pelo Libertad para atuar nas categoria Sub-18 clube. Nesta divisão jogou apenas dois jogos e logo foi promovido para a Sub-20.
Com 21 anos, sob o comando do treinador Gerardo Martino, estreou no Campeonato Paraguaio em 11 de fevereiro de 2006, contra o 12 de Octubre em partida valida pela segunda rodada do Torneo Apertura. Ao todo, Cáceres, disputou seis partidas daquele ano, onde o clube se tornou campeão. Marcou seu primeiro gol no Campeonato Paraguaio em 22 de julho, contra o Atlético 3 de Febrero em partida valida pela segunda rodada do Torneo Clausura. Cinco dias depois, realizou sua estreia oficial em competições internacionais, quando entrou aos 87 minutos da primeira partida contra o Internacional em Assunção, que terminou empatado sem gols, pelas semifinais da Copa Libertadores da América. No jogo de volta, realizado no Estádio Beira-Rio, Cáceres foi titular e ao fim da partida foi escolhido pela impressa especializada o melhor em campo.
No ano seguinte, chegou a uma grande sequência de partidas, jogando quase todos os jogos dos campeonatos nacionais e internacionais. Na boa campanha do Campeonato Paraguaio de 2007, Cáceres foi autor de dois gols na final contra o Sportivo Luqueno, disputada em 14 de dezembro, no qual o Libertad que foi campeão. A mídia paraguaia o Cáceres o melhor jogador da partida.
Em 2008, o sucesso continuou para o Topo, onde se manteve como titular indiscutivelmente e conquistou mais dois títulos pelo Libertad: torneios Apertura e Clausura.
Ganhou o seu último título com a camisa alvinegra em 2010.
Em 2011, recebeu uma proposta do Blackburn, da Inglaterra, mas preferiu continuar atuando pelo clube onde foi revelado.

### Flamengo
No dia 25 de janeiro de 2012, Cáceres acertou sua ida para o Flamengo. De início, só iria vestir a camisa do clube na metade do ano, quando seu contrato com o Libertad acabaria. Cáceres e Flamengo tinham um acordo verbal e o jogador assinaria um pré-contrato, mas recusou e só assinou depois do término do seu contrato, em 31 de julho, por respeito ao clube que revelou. No dia 25 de maio, foi revelado que o jogador recebeu uma proposta do Boca Juniors, mas recusou pois desejava ir para o Flamengo, tendo inclusive tentado a liberação com o Libertad para assinar com o clube carioca antes do término do seu contrato. Porém, foi descoberto um erro de informação e o contrato do jogador com o clube paraguaio terminava no dia 30 de junho, e não no dia 31 de julho, o que abreviaria a sua chegada ao clube carioca. Assim, no dia 7 de julho, Cáceres finalmente foi apresentado como novo reforço do Flamengo e assinou contrato até 2014.
Víctor ficou quase um mês treinando sem poder estrear pelo Rubro-Negro, por um problema com a Associação de Futebol do Paraguai (AFP) que não enviou os documentos à Confederação Brasileira de Futebol (CBF). Em 2 de agosto de 2012, o jogador teve, enfim, sua situação regularizada, e pôde estrear pelo Flamengo contra o Figueirense no dia 8 de agosto.
Seu primeiro gol pelo Mengão saiu somente no dia 6 de julho de 2013, no empate por 2–2 contra o Coritiba, em partida válida pelo Campeonato Brasileiro.
Marcou seu segundo gol em 2014, numa derrota por 2–1 para o León, em partida válida pela Libertadores. Após se tornar uma peça defensiva importante no esquema tático do time, voltou a balançar as redes numa vitória sobre o Atlético-MG, válida pela primeira partida da semifinal da Copa do Brasil.

### Al-Rayyan
Em agosto de 2015, Cáceres deixou o Flamengo após 3 anos para acertar com o Al-Rayyan. O Rubro-Negro, que tinha 100% dos direitos econômicos do paraguaio, recebeu aproximadamente R$ 3,5 milhões para liberar o jogador.
Estreou pelo Al-Rayyan no dia 11 de setembro de 2015, na vitória de 4–0 sobre o Al-Sailiya Sports Club, marcando seu primeiro gol pelo Al-Rayyan logo na estreia.
Pelo Al-Rayyan, Cáceres foi campeão da Qatar Stars League, atuou em 14 partidas e marcou cinco gols.

## Seleção Paraguaia
Estreou oficialmente pela Seleção Paraguaia em 13 outubro de 2007, de novo sob o comando do treinador Gerardo Martino, enfrentando a Seleção Peruana em Lima, em partida válida pelas Eliminatórias da Copa do Mundo de 2010. Marcou seu primeiro pela Seleção Paraguaia em um empate por 1–1 com a França.
Cáceres participou da Copa América de 2015, onde o Paraguai chegou até a semifinal e foi goleado pela Argentina por 6–1. Na disputa pelo terceiro lugar, os paraguaios perderam por 2–0 para o Peru.

## Estatísticas
Atualizadas até 15 de setembro de 2015

### Clubes
| Clube             | Temporada         | Campeonato nacional | Campeonato nacional | Campeonato nacional | Copa nacional[a] | Copa nacional[a] | Copa nacional[a] | Competições continentais[b] | Competições continentais[b] | Competições continentais[b] | Outros torneios[c] | Outros torneios[c] | Outros torneios[c] | Total | Total | Total   |
| Clube             | Temporada         | Jogos               | Gols                | Assist.             | Jogos            | Gols             | Assist.          | Jogos                       | Gols                        | Assist.                     | Jogos              | Gols               | Assist.            | Jogos | Gols  | Assist. |
| ----------------- | ----------------- | ------------------- | ------------------- | ------------------- | ---------------- | ---------------- | ---------------- | --------------------------- | --------------------------- | --------------------------- | ------------------ | ------------------ | ------------------ | ----- | ----- | ------- |
| Libertad          | 2004              | 3                   | 0                   | 0                   | —                | —                | —                | 0                           | 0                           | 0                           | —                  | —                  | —                  | 3     | 0     | 0       |
| Libertad          | 2005              | 13                  | 2                   | 0                   | —                | —                | —                | 0                           | 0                           | 0                           | —                  | —                  | —                  | 13    | 2     | 0       |
| Libertad          | 2006              | 18                  | 2                   | 0                   | —                | —                | —                | 0                           | 0                           | 0                           | —                  | —                  | —                  | 18    | 2     | 0       |
| Libertad          | 2007              | 27                  | 2                   | 0                   | —                | —                | —                | 0                           | 0                           | 0                           | —                  | —                  | —                  | 27    | 2     | 0       |
| Libertad          | 2008              | 33                  | 5                   | 0                   | —                | —                | —                | 0                           | 0                           | 0                           | —                  | —                  | —                  | 33    | 5     | 0       |
| Libertad          | 2009              | 23                  | 1                   | 0                   | —                | —                | —                | 3                           | 0                           | 0                           | 0                  | 0                  | 0                  | 26    | 1     | 0       |
| Libertad          | 2010              | 29                  | 3                   | 0                   | —                | —                | —                | 12                          | 1                           | 0                           | —                  | —                  | —                  | 41    | 4     | 0       |
| Libertad          | 2011              | 33                  | 4                   | 0                   | —                | —                | —                | 15                          | 0                           | 1                           | 1                  | 0                  | 0                  | 49    | 4     | 1       |
| Libertad          | 2012              | 13                  | 3                   | 0                   | —                | —                | —                | 12                          | 3                           | 1                           | —                  | —                  | —                  | 25    | 6     | 1       |
| Libertad          | Total             | 192                 | 22                  | 0                   | 0                | 0                | 0                | 42                          | 4                           | 2                           | 1                  | 0                  | 0                  | 235   | 26    | 2       |
| Flamengo          | 2012              | 10                  | 0                   | 1                   | —                | —                | —                | —                           | —                           | —                           | —                  | —                  | —                  | 10    | 0     | 1       |
| Flamengo          | 2013              | 13                  | 1                   | 0                   | 5                | 0                | 0                | —                           | —                           | —                           | 10                 | 0                  | 0                  | 28    | 1     | 0       |
| Flamengo          | 2014              | 20                  | 0                   | 1                   | 4                | 1                | 0                | 3                           | 1                           | 1                           | 7                  | 0                  | 2                  | 34    | 2     | 4       |
| Flamengo          | 2015              | 5                   | 0                   | 1                   | 3                | 0                | 0                | —                           | —                           | —                           | 10                 | 0                  | 1                  | 18    | 0     | 2       |
| Flamengo          | Total             | 48                  | 1                   | 3                   | 12               | 1                | 0                | 3                           | 1                           | 1                           | 27                 | 0                  | 3                  | 90    | 3     | 7       |
| Al-Rayyan         | 2015–16           | 14                  | 5                   | 0                   | 0                | 0                | 0                | 0                           | 0                           | 0                           | 0                  | 0                  | 0                  | 12    | 4     | 0       |
| Al-Rayyan         | 2016-17           | 5                   | 0                   | 0                   | 0                | 0                | 0                | 5                           | 1                           | 1                           | 0                  | 0                  | 0                  | 24    | 6     | 1       |
| Al-Rayyan         | Total             | 19                  | 5                   | 0                   | 0                | 0                | 0                | 5                           | 1                           | 1                           | 0                  | 0                  | 0                  | 36    | 6     | 1       |
| Cerro Porteño     | 2018              | 0                   | 0                   | 0                   | 0                | 0                | 0                | 1                           | 0                           | 0                           | 0                  | 0                  | 0                  | 1     | 0     | 0       |
| Cerro Porteño     | 2019              | 2                   | 0                   | 0                   | 0                | 0                | 0                | 2                           | 2                           | 0                           | 0                  | 0                  | 0                  | 4     | 2     | 0       |
| Cerro Porteño     | 2020              | 3                   | 0                   | 0                   | 0                | 0                | 0                | 3                           | 0                           | 0                           | 0                  | 0                  | 0                  | 6     | 0     | 0       |
| Cerro Porteño     | Total             | 5                   | 0                   | 0                   | 0                | 0                | 0                | 6                           | 2                           | 0                           | 0                  | 0                  | 0                  | 11    | 2     | 0       |
| Nacional          | 2020              | 2                   | 0                   | 0                   | 0                | 0                | 0                | 0                           | 0                           | 0                           | 0                  | 0                  | 0                  | 2     | 0     | 0       |
| Nacional          | Total             | 2                   | 0                   | 0                   | 0                | 0                | 0                | 0                           | 0                           | 0                           | 0                  | 0                  | 0                  | 2     | 0     | 0       |
| Total na carreira | Total na carreira | 257                 | 27                  | 3                   | 12               | 1                | 0                | 51                          | 7                           | 3                           | 28                 | 0                  | 3                  | 350   | 35    | 9       |

- a. ^ Jogos da Copa do Brasil
- b. ^ Jogos da Copa Libertadores e Copa Sul-Americana
- c. ^ Jogos do Jogo amistoso, Copa Santa Fe, Campeonato Internacional de Verano, Campeonato Carioca, Granada Cup e Super Series

Gols pelo Flamengo
|    | Data                    | Local                    | Placar | Resultado | Adversário  | Gols | Competição            |
| -- | ----------------------- | ------------------------ | ------ | --------- | ----------- | ---- | --------------------- |
| 1. | 6 de julho de 2013      | Brasília, Mané Garrincha | 2-0    | 2-2       | Coritiba    | 1    | Campeonato Brasileiro |
| 2. | 12 de fevereiro de 2014 | México, Nou Camp         | 1-1    | 2-1       | León        | 1    | Copa Libertadores     |
| 3. | 29 de outubro de 2014   | Rio de Janeiro, Maracana | 1-0    | 2-0       | Atletico MG | 1    | Copa do Brasil        |

### Seleção Paraguaia
Abaixo estão listados todos e jogos e gols do futebolista pela Seleção Paraguaia, desde as categorias de base. Abaixo da tabela, clique em expandir para ver a lista detalhada dos jogos de acordo com a categoria selecionada.
| Ano   |       |      |         |       |
| Ano   | Jogos | Gols | Assist. | Média |
| ----- | ----- | ---- | ------- | ----- |
| 2007  | 7     | 0    | 0       | 0     |
| 2008  | 11    | 0    | 0       | 0     |
| 2009  | 7     | 0    | 0       | 0     |
| 2010  | 8     | 0    | 0       | 0     |
| 2011  | 10    | 0    | 0       | 0     |
| 2012  | 7     | 0    | 0       | 0     |
| 2013  | 3     | 0    | 0       | 0     |
| 2014  | 6     | 1    | 0       | 0     |
| 2015  | 1     | 0    | 0       | 0     |
| Total | 60    | 1    | 0       | 0     |

|     | Data                   | Local                                                | Resultado | Adversário             | Gols | Assist. | Competição |
| --- | ---------------------- | ---------------------------------------------------- | --------- | ---------------------- | ---- | ------- | ---------- |
| 54. | 5 de março de 2014     | Estadio Nacional de Costa Rica, San José, Costa Rica | 1–2       | Costa Rica             | 0    | 0       | Amistoso   |
| 55. | 29 de maio de 2014     | Kufstein Arena, Kufstein, Áustria                    | 2–1       | Camarões               | 0    | 0       | Amistoso   |
| 56. | 1 de junho de 2014     | Allianz Riviera, Nice, França                        | 1–1       | França                 | 1    | 0       | Amistoso   |
| 57. | 7 de setembro de 2014  | Stadion Villach Lind, Villach, Áustria               | 0–0       | Emirados Árabes Unidos | 0    | 0       | Amistoso   |
| 58. | 14 de novembro de 2014 | Estádio Feliciano Cáceres, Luque, Paraguai           | 2–1       | Peru                   | 0    | 0       | Amistoso   |
| 59. | 19 de novembro de 2014 | Estádio Nacional do Peru, Lima, Peru                 | 1–2       | Peru                   | 0    | 0       | Amistoso   |
| 60. | 27 de março de 2015    | Estadio Nacional de Costa Rica, San José, Costa Rica | 0–0       | Costa Rica             | 0    | 0       | Amistoso   |

### Total
| Ano   |       |      |         |       |
| Ano   | Jogos | Gols | Assist. | Média |
| ----- | ----- | ---- | ------- | ----- |
| 2004  | 3     | 0    | 0       | 0     |
| 2005  | 13    | 2    | 0       | 0     |
| 2006  | 18    | 2    | 0       | 0     |
| 2007  | 34    | 2    | 0       | 0     |
| 2008  | 44    | 5    | 0       | 0     |
| 2009  | 33    | 1    | 0       | 0     |
| 2010  | 49    | 4    | 0       | 0     |
| 2011  | 59    | 4    | 1       | 0     |
| 2012  | 42    | 6    | 2       | 0     |
| 2013  | 31    | 1    | 0       | 0     |
| 2014  | 40    | 3    | 4       | 0     |
| 2015  | 15    | 0    | 2       | 0     |
| Total | 381   | 30   | 9       | 0     |

## Títulos
Libertad
- Campeonato Paraguaio: 2006, 2007, 2008 (Apertura), 2008 (Clausura) e 2010 (Clausura)
- Copa Santa Fe: 2009
- Campeonato Internacional de Verano: 2011

Flamengo
- Troféu 125 anos de Uberlândia: 2013
- Copa do Brasil: 2013
- Torneio Super Clássicos: 2013 e 2014
- Taça Guanabara: 2014
- Campeonato Carioca: 2014
- Torneio Super Series: 2015

Al-Rayyan
- Liga do Qatar: 2015–16

Cerro Porteño
- Campeonato Paraguaio: 2020

### Honrarias
- Condecoração concedida pelo Presidente da República do Paraguai em 2010